# Emanuele Valeri
Emanuele Valeri (sinh ngày 7 tháng 12 năm 1998) là một cầu thủ bóng đá người Ý hiện tại đang thi đấu ở vị trí hậu vệ cho câu lạc bộ Frosinone tại Serie A.

## Sự nghiệp thi đấu
Anh dành ra một vài năm đầu tiên trong sự nghiệp thi đấu của mình tại các hạng đấu thấp của bóng đá Ý.
Ngày 10 tháng 9 năm 2020, anh gia nhập câu lạc bộ Cremonese tại Serie B. Anh ra mắt tại Serie B cho Cremonese vào ngày 27 tháng 9 năm 2020, trong trận gặp Cittadella. Valeri vào sân thay cho Alessandro Crescenzi ở phút thứ 60 của trận đấu. Anh có lần đầu tiên được đá chính ở câu lạc bộ vào ngày 17 tháng 10, trong trận gặp Venezia.
Vào ngày 31 tháng 1 năm 2024, Valeri ký hợp đồng với câu lạc bộ Frosinone tại Serie A cho đến hết mùa giải.